# Stranger in Moscow
«Stranger in Moscow» (с англ. — «Чужестранец в Москве») — песня американского автора-исполнителя Майкла Джексона, пятый сингл из его девятого студийного альбома HIStory: Past, Present and Future, Book I. Эта печальная баллада об одиночестве, выдержанная в жанре ритм-н-блюза, была написана и спродюсирована Джексоном. Создание композиции стало толчком к выпуску нового полноценного студийного альбома.
Релиз сингла в странах Европы состоялся в ноябре 1996 года, в США — лишь полгода спустя были выпущены ремиксы на композицию. «Stranger in Moscow» заняла 4-ю строчку в чарте Великобритании, стала второй в Италии и пятой в Швейцарии, а также попала в десятку хит-парадов Австрии, Нидерландов и Новой Зеландии. Видеоклип на «Stranger in Moscow» был снят режиссёром и фотографом Ником Брандтом.

## История создания и особенности композиции
«Stranger in Moscow» была написана Джексоном в 1993 году в номере московского отеля «Метрополь». Музыкант начал сочинять композицию дождливым утром, он позвал звукорежиссёра Брэда Баксера, и вместе они создали песню почти целиком за полтора часа: сначала основную последовательность аккордов, затем мелодию. Позднее Джексон дописал для композиции текст и сделал аранжировку. Музыкант рассказывал, что в тот период ему было тяжело и одиноко, и текст «Stranger in Moscow» повествует о «внезапном стремительном падении в глазах мира» (англ. «Swift and sudden fall from grace»). Она начинается со звуков дождя, затем вступает перкуссия, в качестве которой был использован битбокс Джексона, и гитара.
Альбом HIStory: Past, Present and Future, Book I первоначально планировался как сборник хитов Джексона с несколькими новыми песнями, но именно «Stranger in Moscow» послужила толчком к выпуску этого издания в качестве полноценного студийного альбома с новым материалом.

## Выпуск сингла и реакция критиков
«Stranger in Moscow» был выпущен в качестве пятого сингла из альбома Майкла Джексона HIStory: Past, Present and Future, Book I 4 ноября 1996 года. В Европе сингл издавался на виниловых пластинках, компакт-кассетах и компакт-дисках, в частности, в Великобритании состоялся релиз двухдисковых CD-изданий. В США на синглах были выпущены лишь ремиксы на песню. Фото на обложке было сделано во время визита Джексона в Москву в 1993 году. «Stranger in Moscow» заняла 4-ю строчку в британском чарте, стала второй в Италии и пятой в Швейцарии, а также попала в десятку хит-парадов Австрии, Нидерландов и Новой Зеландии. В Великобритании композиция получила серебряную сертификацию. Певец исполнял её в ходе своего сольного мирового тура HIStory World Tour (1996 — 97 гг.).
Журналисту Rolling Stone песня напомнила синти-поп 1980-х гг. В New York Times писали: «Это мелодичная композиция со странным текстом, имеющая великолепный припев». В Ebony «Stranger in Moscow» посчитали «приятной зрелой балладой». По мнению обозревателей портала Allmusic это одна из самых запоминающихся песен Джексона. «Печальный вокал певца в этой композиции позволяет прочувствовать, как глубоко трогает эта простая, но шикарная музыка», — отметил рецензент журнала Cashbox. Критик издания Entertainment Weekly писал: «Создать такое многослойное звучание, такую детально продуманную аранжировку как в „Stranger in Moscow“ мог только Джексон». «Это очень недооценённая песня в каталоге музыканта: непревзойдённая продюсерская работа, гипнотический битбокс, эмоциональный текст, аранжировка, трогательное исполнение», — писал рецензент Renownedforsound.com.

## Музыкальное видео
Видеоклип на «Stranger in Moscow» был снят режиссёром и фотографом Ником Брандтом, певец уже работал с ним над «Earth Song». По сюжету чёрно-белого ролика Джексон один, никем не узнанный, бродит по улицам под дождём, мир вокруг него движется в замедленном темпе. Показаны также сцены из жизни шести незнакомцев — простых и столь же одиноких людей. Примерно в середине видео все они выходят под сильный дождь — критики охарактеризовали этот момент как своеобразный «акт очищения», герои как будто обрели через него какое-то чувство общности и родства.
Ролик вошёл в сборники видеоклипов Джексона HIStory on Film, Volume II и Michael Jackson’s Vision.

## Список композиций
- CD (номер в каталоге Epic Records — EPC 663352 0)[20]

| №  | Название                                                | Длительность |
| -- | ------------------------------------------------------- | ------------ |
| 1. | «Stranger In Moscow» (Album version)                    | 5:43         |
| 2. | «Stranger In Moscow» (Tee's Radio Mix)                  | 4:21         |
| 3. | «Stranger In Moscow» (Basement Boys 12" Dance Club Mix) | 4:39         |

- 7" (номер в каталоге Epic Records — 34 78012)[20]

| №  | Название                             | Длительность |
| -- | ------------------------------------ | ------------ |
| 1. | «Stranger In Moscow» (Album version) | 5:43         |

| №  | Название                               | Длительность |
| -- | -------------------------------------- | ------------ |
| 2. | «Stranger In Moscow» (Tee's Radio Mix) | 4:21         |

- 12" (номер в каталоге Epic Records — 49-78013)[20]

| №  | Название                                   | Длительность |
| -- | ------------------------------------------ | ------------ |
| 1. | «Stranger In Moscow» (Hani's Num Club Mix) | 10:15        |
| 2. | «Stranger In Moscow» (TNT Danger Dub)      | 7:21         |

| №  | Название                                             | Длительность |
| -- | ---------------------------------------------------- | ------------ |
| 3. | «Stranger In Moscow» (Basement Boys 12" Club Mix)    | 8:18         |
| 4. | «Blood on the Dance Floor» (T & G Pool Of Blood Dub) | 7:34         |

## Участники записи
- Майкл Джексон — текст, музыка, вокал, бэк-вокал, аранжировка, битбокс-перкуссия
- Брэд Баксер[англ.] — аранжировка, перкуссия, струнные
- Брэд Баксер, Дэвид Пейч, Стив Поркаро[англ.] — синтезаторы, бас-гитара
- Брэд Баксер, Стив Люкатер — фоновая гитара
- Эндрю Шепс — синклавир[англ.]

## Позиции в чартах
| Чарт (1996)        | Высшая позиция |
| ------------------ | -------------- |
| Австралия          | 14             |
| Австрия            | 7              |
| Бельгия (Валлония) | 21             |
| Бельгия (Фландрия) | 26             |
| Великобритания     | 4              |
| Германия           | 21             |
| Дания              | 8              |
| Ирландия           | 13             |
| Италия             | 2              |
| Нидерланды         | 6              |
| Новая Зеландия     | 6              |
| Финляндия          | 14             |
| Франция            | 18             |
| Швейцария          | 5              |
| Швеция             | 21             |